# آسميريت أسيفاو برهي
آسمريت أسيفاو برهي، هي عالمة في الكيمياء الجغرافية الحيوية للتربة وعالمة بيئة سياسية. تعمل برهي الآن أستاذةً في الكيمياء الحيوية للتربة، بالإضافة إلى عملها في منصب أستاذية تيد وجان فالاسكو في علوم الأرض والجيولوجيا في قسم علوم الحياة والبيئة في جامعة كاليفورنيا في ميرسد. تعمل مجموعة آسمريت البحثية على فهم دور التربة في تنظيم مناخ الأرض.

## تعليمها وبداية مسيرتها المهنية
وُلدت آسمريت وترعرعت في مدينة أسمرة في دولة إريتريا الواقعة في شمال شرق أفريقيا والمطلة على البحر الأحمر. حصلت آسمريت على درجة بكالوريوس العلوم في اختصاص الحفاظ على المياه والتربة من جامعة أسمرة في إريتريا. كانت آسمريت واحدةً من ثلاث نساء في فصل مكوّن من 55 شخصًا في قسم علوم التربة. التحقت آسمريت لاحقًا بجامعة ولاية ميشيغان بهدف الحصول على درجة الماجستير في علم البيئة السياسية، إذ ركّزت على آثار انحلال التربة والعمل على فهم كيفية مساهمة الألغام الأرضية في انحلالها. أجرت آسمريت أعمال الدكتوراه الخاصة بها في جامعة كاليفورنيا ببركلي، حيث حصلت على درجة الدكتوراه في الكيمياء الجغرافية الحيوية من مختبر عالم البيئة جون هارت، إذ عملت تحت إشراف كل من مارغريت تورن (مختبر لورانس بركلي الوطني) وجينفر هاردن (هيئة المسح الجيولوجي الأمريكية في مينلو بارك). حاول مشروع تخرجها فهم آلية تأثير التآكل على تبادل الكربون بين الأرض والهواء. خلصت آسمريت إلى احتمالية مساهمة التآكل في تخزين التربة للمزيد من الكربون. واصلت آسمريت أبحاث ما بعد الدكتوراه الخاصة بها في جامعة كاليفورنيا ببركلي بدعم من برنامج زمالة الرئيس لأبحاث ما بعد الدكتوراه، وذلك تحت إشراف كل من يوهان سيكس وجيليان بانفيلد. انتقلت آسمريت بعدها إلى جامعة كاليفورنيا (دافيس)، حيث واصلت أعمال ما بعد الدكتوراه.

## أبحاثها
تركزت أبحاث آسمريت حول تأثير الظروف البيئية المتغيرة –ولا سيما الحرائق والتآكل وتغير المناخ- على عمليات التربة المهمة. تعمل مجموعتها على فهم آلية تأثير الاضطرابات البيئية على كيفية دوران العناصر الأساسية كالكربون والنيتروجين مثلًا عبر نظام التربة. ركّز أحد مشاريع مجموعتها على فهم كيفية تأثير الجفاف وحرائق الغابات على قدرة التربة على تخزين الكربون، إذ عملت آسمريت على هذه المشروع ميدانيًا في منتزه يوسيميتي الوطني وسلسلة سييرا نيفادا الجبلية. حظي مشروعها هذا على وجه التحديد بأهمية عامة نظرًا لانتشار الجفاف في كاليفورنيا، لذلك اهتمت الكثير من الشخصيات العامة بهذا المشروع، ولا سيما عضو الكونغرس في كاليفورنيا جيري ماكنيرني.
وسّعت آسمريت نطاق بحثها ليشمل علم البيئة السياسية، إذ سعت إلى فهم دور النزاع المسلح في انحلال التربة وكيفية تفاعل الناس مع بيئتهم. شاركت آسمريت في تأليف مراجعة لتقييم العلاقة بين التغير العالمي والتربة والأمن البشري (بما في ذلك الأمن الغذائي وجودة المياه) في القرن الحادي والعشرين، إذ أشارت في مراجعتها هذه إلى التدخلات والحلول الممكنة لتحقيق الإدارة المستدامة للتربة.
تلّقى عمل آسمريت دعمًا من مصادر تمويلية عدة، بما في ذلك جائزة مؤسسة العلوم الوطنية المهنية، وجوائز التحفيز البحثية الرئاسية من جامعة كاليفورنيا، ووزارة الطاقة الأمريكية، وغيرها من المصادر.

## دعواتها وأعمالها ذات الأثر العالمي
كرّست آسمريت أعمالها المتقاطعة مع المواضيع المتعلقة بالتربة وتغير المناخ وعلم البيئة السياسية لعدد من القضايا العالمية. أصبحت آسمريت –خلال مسيرتها في الدراسات العليا- عضوةً في مجموعة العمل التي أطلقت ما يُسمى بتقييم الألفية للأنظمة البيئية، الذي طالب به الأمين العام للأمم المتحدة كوفي أنان لتقييم تأثير البشر على البيئة. كانت آسمريت واحدةً من بين المؤلفين الرئيسيين لفصل «عوامل التغيير في حالة النظام البيئي وخدماته» المُتضمن في تقرير عام 2005. حصد هذا التقييم جائزة زايد الدولية للبيئة في عام 2005.